# اصلاحات شیعی در ایران: زندگی و دیدگاه کلامی شریعت سنگلجی
اصلاحات شیعی در ایران: زندگی و الهیات شریعت سنگلجی (به انگلیسی: Shi'i Reformation in Iran: The Life and Theology of Shari'at Sangelaji) کتابی است از علی رهنما که در آن نویسنده گفتمان اصلاح طلبانه سنگلجی را از دیدگاه الهیات بررسی می‌کند.

## نقد
این کتاب در مطالعات تطبیقی اسلامی و مرور مطالعات شیعه نظرات مثبتی دریافت کرده‌است.